# Роб Джеймс-Кольєр
Роберт «Роб» Джеймс-Кольєр (англ. Robert "Rob" James-Collier, нар. 23 вересня 1976, Стокпорт, Великий Манчестер, Англія) — англійський актор і модель.

## Біографія
Роберт Кольєр народився в Стокпорті, Великий Манчестер. Закінчив школу Святого Патріка в Еклсі. Кольєр має ступінь університету Хаддерсфілд і Манчестерського інституту науки і технологій.

## Кар'єра
У 2006 році Кольєр отримав епізодичну роль у телевізійній драмі «Нова вулиця закону» і телесеріалі «Безстидники». У тому ж році він приєднується до акторського складу серіалу «Вулиця коронацій». У жовтні 2008 року Кольєр покинув шоу. У 2010-15 роках актор виконував роль Томаса Барроу в телесеріалі «Абатство Даунтон».

## Особисте життя
У Колльера є син, народжений у 2010 році.

## Фільмографія
| Рік         |    | Українська назва  | Оригінальна назва   | Роль                                                                      |
| ----------- | -- | ----------------- | ------------------- | ------------------------------------------------------------------------- |
| 2005        | тф | Ідеальний день    | Perfect Day         | Алекс                                                                     |
| 2005        | с  | Вниз до землі     | Down to Earth       | Ніки (5 сезон, 10 епізодів)                                               |
| 2006        | с  | Безстидники       | Shameless           | Стад (епізод 3.04)                                                        |
| 2006        | с  | Катастрофа        | Casualty            | Мартін (епізод 20.37 «Секрети і брехня»)                                  |
| 2006        | с  | Делзіл і Пескоу   | Dalziel and Pascoe  | Саймон (епізод 11.02 «Печерна жінка»)                                     |
| 2006 — 2008 | с  | Вулиця Коронації  | Coronation Street   | Ліам Коннор (330 епізодів)                                                |
| 2010 — 2015 | с  | Абатство Даунтон  | Downton Abbey       | Томас Барроу (25 епізодів)                                                |
| 2011        | ф  | Найманці          | Mercenarie          | Каллум                                                                    |
| 2011 — 2013 | с  | Рухатися далі     | Moving On           | Клайв (епізод 3.01 «Молочник») Ейден (епезод 4.02 «Порядок відвідування») |
| 2012        | с  | Особисте життя    | Love Life           | Джо                                                                       |
| 2012        | с  | Звіт Кольбера     | The Colbert Report  | Томас Барроу (епізод 9.38 «Симона Кемпбелл»)                              |
| 2012        | ф  | Спайк Айленд      | Spike Island        | Містер Мілліган                                                           |
| 2013        | ф  | Вейландская пісня | Wayland's Song      | Джон                                                                      |
| 2016        | с  | Рівень            | The Level           | Кевін О'Дауд                                                              |
| 2016        | ф  | Супроводжуючий    | The Attendant       | Алекс (короткометражний)                                                  |
| 2017        | ф  | Різдвяна зірка    | A Christmas Star    | Пет МакКеррод                                                             |
| 2017        | ф  | Ритуал            | The Ritual          | Хатч                                                                      |
| 2018        | с  | Міські міфи       | Urban Myths         | Полковник Арчі Крісті (епізод 2.06 «Агата Крісті»)                        |
| 2019        | с  | Смерть в раю      | Death in Paradise   | Олівер Карр (епізод 8.01)                                                 |
| 2019        | с  | Віра              | Vera                | Річарл (епізод 9.03 «Холодна річка»)                                      |
| 2019        | ф  | Ненсі             | Nancy               | (короткометражний)                                                        |
| 2019        | ф  | Абатство Даунтон  | Downton Abbey       | Томас Барроу                                                              |
| 2021        | с  | Доля: Сага Вінкс  | Fate: The Winx Saga | Сільва                                                                    |